# Molophilus africanus
Molophilus africanus är en tvåvingeart som beskrevs av Riedel 1914. Molophilus africanus ingår i släktet Molophilus och familjen småharkrankar.
Artens utbredningsområde är Tanzania. Inga underarter finns listade i Catalogue of Life.